# Asra Nomani
Asra Nomani   (Bombai, 1965) és una periodista i autora indo-nord-americana. És coneguda pel seu treball com a activista en els moviments de reforma musulmana. A hores d'ara treballa com a professora de periodisme a la Universitat de Georgetown, on dirigeix el Pearl Project, un projecte de recerca sobre el segrest i assassinat del reporter de The Wall Street Journal Daniel Pearl.
Nomani és autora de dos llibres: Standing Alone in Mecca i Tantrika: Traveling the Road of Divine Love. També ha escrit Islamic Bill of Rights for Women in the Bedroom, Islamic Bill of rights for Women in the Mosque i 99 Precepts for Opening Hearts, Minds and Doors in the Muslim World.

## Biografia
Nomani nasqué a Bombai (Índia) i quan tenia quatre anys es traslladà als Estats Units amb el seu germà major: s'aplegaren amb els seus pares que vivien a Nova Jersey, on son pare estava obtenint un doctorat en la Rutgers University. Als deu anys, la família es muda a Morgantown (Virgínia occidental). En els seus llibres, ella identifica l'erudit musulmà Shibli Nomani, famós per escriure una biografia de Mahoma, com un "ancestre patern". Nomani feu Estudis Liberals a la Universitat de West Virginia al 1986 i un mestratge en Comunicacions Internacionals en l'American University al 1990. Té un fill, Shibli Daneel Nomani.

### Carrera
Nomani fou corresponsal per a The Wall Street Journal i ha publicat en The Washington Post, The New York Times, Slate, The American Prospect i Time. Fou també corresponsal per a Salon.com al Pakistan després dels atemptats de l'11 de setembre de 2001 i el seu treball aparegué en algunes revistes, com ara People, Sports Illustrated for Women, Cosmopolitan i Women's Health.
Nomani és fundadora del Muslim Women's Freedom Tour. Ha desafiat les interpretacions literals de l'islam que segreguen les dones en les oracions en les mesquites i fou l'organitzadora d'una oració musulmana dirigida per dones a Nova York el 18 de març de 2005, que fou descrita com "la primera oració mixta dirigida per una dona musulmana en 1.400 anys." Nomani, però, ha reconegut que s'han realitzat altres oracions mixtes dirigides per dones, incloent una oració funerària al 1997 dirigida per la feminista musulmana sud-africana Shamima Shaikh.
En Standing Alone in Mecca, descriu la seua experiència com a mare soltera després que el pare l'abandonara al Pakistan, i com viatja a la Meca a realitzar el Hajj i així investigar i redescobrir la seua religió. The Washington Post comenta com el títol n'és semblant al llibre de 1990 Standing Again at Sinai, en què l'autora, Judith Plaskow, una feminista jueunord-americana, explora el que veia com els orígens patriarcals de la seua religió.

## Influència
Al novembre de 2003, Nomani fou la primera dona que, a la seua mesquita a Virgínia occidental, insistí en el seu dret a resar al saló principal. Més tard organitza la primera oració pública d'una congregació musulmana mixta als Estats Units. En aquest dia, 18 de març de 2005, declara:
| «              | Ens alcem pels nostres drets com dones de l'Islam. No acceptarem la porta de darrere o les ombres. Al final del dia, serem dirigents del món musulmà. Estem duent l'Islam al segle xxi, reclamant la veu que Mahoma ens donà fa 1.400 anys. | » |
| — Asra Nomani, | |   |

Els seus esforços per permetre a les dones dirigir oracions mixtes han estat rebutjats per la majoria de la comunitat islàmica perquè cap mesquita ni organització musulmana tradicional de dones ha participat en les seues activitats. La primera oració, la realitzà a la catedral episcopal Sant Joan el Diví a Nova York i la segona, a la Brandeis University, inclogué sis persones, amb ella mateixa.
Alguns crítics han criticat que les oracions, les feu per promocionar el seu llibre. Alguns musulmans tradicionals critiquen la seua manca de participació en pràctiques islàmiques i en la comunitat musulmana abans del 2002, la seua decisió de tenir fills fora del matrimoni i la seua idea que les decisions sexuals són personals, no jurisdicció de l'estat o la comunitat.
A més dels seus llibres, ha expressat les seues experiències i idees en algunes publicacions. Era amiga i col·lega del reporter de The Wall Street Journal Daniel Pearl. Era a Karachi amb ell i la seua esposa, Mariane Pearl, quan ell fou segrestat i més tard assassinat per extremistes islàmics el gener de 2002. En l'adaptació de les memòries de Mariane Pearl, A Mighty Heart, el personatge de Nomani, l'interpretà Archie Panjabi. Nomani escrigué una crítica de la pel·lícula, publicada per The Washington Post, en què argumentava que "...Danny estava tret de la seua pròpia història."

## Publicacions
- Standing Alone in Mecca
- Tantrika: Traveling the Road of Divine Love
- Islamic Bill of Rights for Women in the Bedroom
- Islamic Bill of Rights for Women in the Mosque
- 99 Precepts for Opening Hearts, Minds and Doors in the Muslim World